# 齐诺·达·皮斯托亚
齐诺·达·皮斯托亚（Cino da Pistoia），意大利法学家、诗人。
生于托斯卡纳皮斯托亚，毕业于博洛尼亚大学，在锡耶纳、佛罗伦萨、佩鲁贾、那不勒斯任教，曾当选皮斯托亚旗手，为《民法大全》作注。齐诺与但丁和彼得拉克为友人。意大利重要法学家巴托鲁斯是他的学生。